# Dreams 1
Albums de Dream Morning Musume
Fantasy! Jūichi
(2010) 12, Smart
(2011)
Dreams 1 ou Dorimusu 1 (ドリムス。①, « Dreams One ») est le premier album du groupe de J-pop Dream Morning Musume, formé des membres du M-line club.

## Description
C'est un double-album, écrit, composé et produit par Tsunku. Il sort le 20 avril 2011 au Japon sur le label zetima. Il atteint la 10e place du classement des ventes de l'Oricon, et reste classé pendant cinq semaines, pour un total de 10 151 exemplaires vendus durant cette période. Le titre de l'album est un jeu de mots entre le mot "dreams" ("rêves") et le surnom du groupe "Dorimusu", abréviation de "Dream-musu(me)". Il sort également dans une édition limitée au format "2CD+DVD", avec une pochette différente et un DVD en supplément.
Il comporte deux CD. Le premier disque contient dix titres : deux nouvelles chansons, et huit reprises de chansons de Morning Musume, l'ancien groupe des chanteuses, dont une version actualisée de la chanson Joshi Kashimashi Monogatari décrivant chaque membre du groupe qui l'interprète, une nouvelle version de la chanson du premier single Morning Coffee, ainsi qu'une autre version totalement remaniée de cette dernière sous le titre Afternoon Coffee enregistrée l'année précédente par sept des membres sous le nom Afternoon Musume pour une campagne publicitaire.
Le deuxième disque est une compilation de titres originaux de Morning Musume, contenant dix des titres des quatorze premiers singles du groupe, présentés comme ayant été choisis par chacune des membres de Dream Morning Musume, et destinés à être repris en concert lors de leur tournée. À l'exception donc des deux nouvelles chansons et de Afternoon Coffee, les versions originales des chansons du double album figurent sur les neuf premiers albums et/ou sur les compilations de Morning Musume.

## Interprètes
- 1re génération : Yuko Nakazawa, Kaori Iida, Natsumi Abe
- 2e génération : Kei Yasuda, Mari Yaguchi
- 4e génération : Rika Ishikawa, Hitomi Yoshizawa
- 5e génération : Makoto Ogawa
- 6e génération : Miki Fujimoto
- 7e génération : Koharu Kusumi

## Listes des titres
Toutes les chansons sont écrites et composées par Tsunku.
| 1.  | Atto Odoroku Mirai ga Yattekuru! (あっと驚く未来がやってくる)                            | Nouvelle chanson                              | 4 min 27 s |
| 2.  | Joshi Kashimashi Monogatari (2011 Dreams. Ver.) (女子かしまし物語 ...)                   | Reprise du 23e single                         |            |
| 3.  | Mikan (みかん) (reprise)                                                                 | Reprise du 35e single                         |            |
| 4.  | Roman ~My Dear Boy~ (浪漫 ~MY DEAR BOY~) (reprise)                                       | Reprise du 22e single                         |            |
| 5.  | Koibito no Yō ni Kao wo Shite... (恋人のような顔をして・・・)                            | Nouvelle chanson                              | 4 min 26 s |
| 6.  | Morning Coffee (2011 Dreams. Ver.) (モーニングコーヒー (2011ドリムス。Ver.))             | Reprise du 1er single (major)                 |            |
| 7.  | Sexy Boy ~Soyokaze ni Yorisotte~ (SEXY BOY ~そよ風に寄り添って~) (reprise)               | Reprise du 29e single                         | 4 min 05 s |
| 8.  | Ame no Furanai Hoshi de wa Aisenai Darō? (雨の降らない星では愛せないだろう?)             | Reprise d'un titre de l'album Platinum 9 Disc |            |
| 9.  | Aozora ga Itsumademo Tsuzuku Yō na Mirai de Are! (青空がいつまでも続くような未来であれ!) | Reprise d'un titre de l'album Rainbow 7       |            |
| 10. | Afternoon Coffee (アフタヌーンコーヒー) (par Afternoon Musume / アフタヌーン娘。)        | Adaptation de Morning Coffee                  |            |

(Note : le titre #7 est interprété par Nakazawa, Iida, Abe, Yasuda, et Yaguchi ; le titre #8 est interprété par Ishikawa, Yoshizawa, Fujimoto, Ogawa, et Kusumi)
| 1.  | Summer Night Town (サマーナイトタウン)            | 2e single, choisi par Yuko Nakazawa     | 3 min 50 s |
| 2.  | Daite Hold On Me! (抱いてHOLD ON ME!)             | 3e single, choisi par Kaori Iida        | 4 min 24 s |
| 3.  | Memory Seishun no Hikari (Memory 青春の光)        | 4e single, choisi par Natsumi Abe       | 5 min 04 s |
| 4.  | Love Machine (LOVEマシーン)                       | 7e single, choisi par Kei Yasuda        | 5 min 00 s |
| 5.  | Koi no Dance Site (恋のダンスサイト)              | 8e single, choisi par Mari Yaguchi      | 4 min 30 s |
| 6.  | Happy Summer Wedding (ハッピーサマーウェディング) | 9e single, choisi par Miki Fujimoto     | 4 min 50 s |
| 7.  | I Wish (I WISH)                                   | 10e single, choisi par Hitomi Yoshizawa | 4 min 46 s |
| 8.  | Renai Revolution 21 (恋愛レボリューション21)      | 11e single, choisi par Koharu Kusumi    | 4 min 52 s |
| 9.  | The Peace! (ザ☆ピ~ス!)                            | 12e single, choisi par Rika Ishikawa    | 5 min 27 s |
| 10. | Sōda! We're Alive (そうだ! We're ALIVE)           | 14e single, choisi par Makoto Ogawa     | 4 min 57 s |

| 1. | 2011.01.28 (...) Event Digest (2011.01.28 お披露目イベントダイジェスト) | Résumé d'une rencontre avec le public |  |
| 2. | Jacket (...) Making Eizo (ジャケット撮影メイキング映像)                 | Making of de la photo de couverture   |  |